# Lijst van beschermd erfgoed in Donceel
Onderstaande tabel geeft een overzicht van de beschermde erfgoederen in de gemeente Donceel. Het beschermd erfgoed maakt deel uit van het cultureel erfgoed in België.
| Object                                            | Bouwjaar/architect | Deelgemeente | Adres                 | Coördinaten                   | Nummer?                | Afbeelding                                        |
| ------------------------------------------------- | ------------------ | ------------ | --------------------- | ----------------------------- | ---------------------- | ------------------------------------------------- |
| Kerk Saints-Cyr-et-Juliette: romaanse toren (M)   |                    | Donceel      | Chemin de l'Abbaye    | 50° 38' 52" NB, 5° 19' 17" OL | 64023-CLT-0001-01 Info | Kerk Saints-Cyr-et-Juliette: romaanse toren (M)   |
| Windmolen (M)                                     |                    | Donceel      | Rue du Moulin         | 50° 39' 14" NB, 5° 19' 36" OL | 64023-CLT-0002-01 Info |                                                   |
| Hoeve Degive (M)                                  |                    | Haneffe      | Rue Ribatte 236       | 50° 38' 14" NB, 5° 19' 1" OL  | 64023-CLT-0003-01 Info | Hoeve Degive (M)                                  |
| Tempelierskapel (M)                               | 1628               | Haneffe      | Rue des Templiers     | 50° 38' 23" NB, 5° 19' 5" OL  | 64023-CLT-0004-01 Info | Tempelierskapel (M)                               |
| Kerk Saint-Pierre: toren, koor en twee grafstenen |                    | Haneffe      | Rue des Templiers     | 50° 38' 21" NB, 5° 19' 6" OL  | 64023-CLT-0005-01 Info | Kerk Saint-Pierre: toren, koor en twee grafstenen |
| Pijporgel van kerk Saint-Pierre (M)               |                    | Haneffe      | Rue des Templiers     | 50° 38' 21" NB, 5° 19' 5" OL  | 64023-CLT-0006-01 Info |                                                   |
| Donjon van Limont (M)                             |                    | Limont       | rue de l'Eglise, n°28 | 50° 39' 37" NB, 5° 18' 38" OL | 64023-CLT-0008-01 Info | Donjon van Limont (M)                             |